# Sumner (Iowa)
Sumner es una ciudad ubicada en el condado de Bremer en el estado estadounidense de Iowa. En el Censo de 2010 tenía una población de 2028 habitantes y una densidad poblacional de 309,25 personas por km².

## Geografía
Sumner se encuentra ubicada en las coordenadas 42°50′58″N 92°5′50″O / 42.84944, -92.09722. Según la Oficina del Censo de los Estados Unidos, Sumner tiene una superficie total de 6.56 km², de la cual 6.52 km² corresponden a tierra firme y (0.51%) 0.03 km² es agua.

## Demografía
Según el censo de 2010, había 2028 personas residiendo en Sumner. La densidad de población era de 309,25 hab./km². De los 2028 habitantes, Sumner estaba compuesto por el 98.47% blancos, el 0% eran afroamericanos, el 0.05% eran amerindios, el 0.79% eran asiáticos, el 0% eran isleños del Pacífico, el 0.1% eran de otras razas y el 0.59% pertenecían a dos o más razas. Del total de la población el 0.74% eran hispanos o latinos de cualquier raza.